# Urola

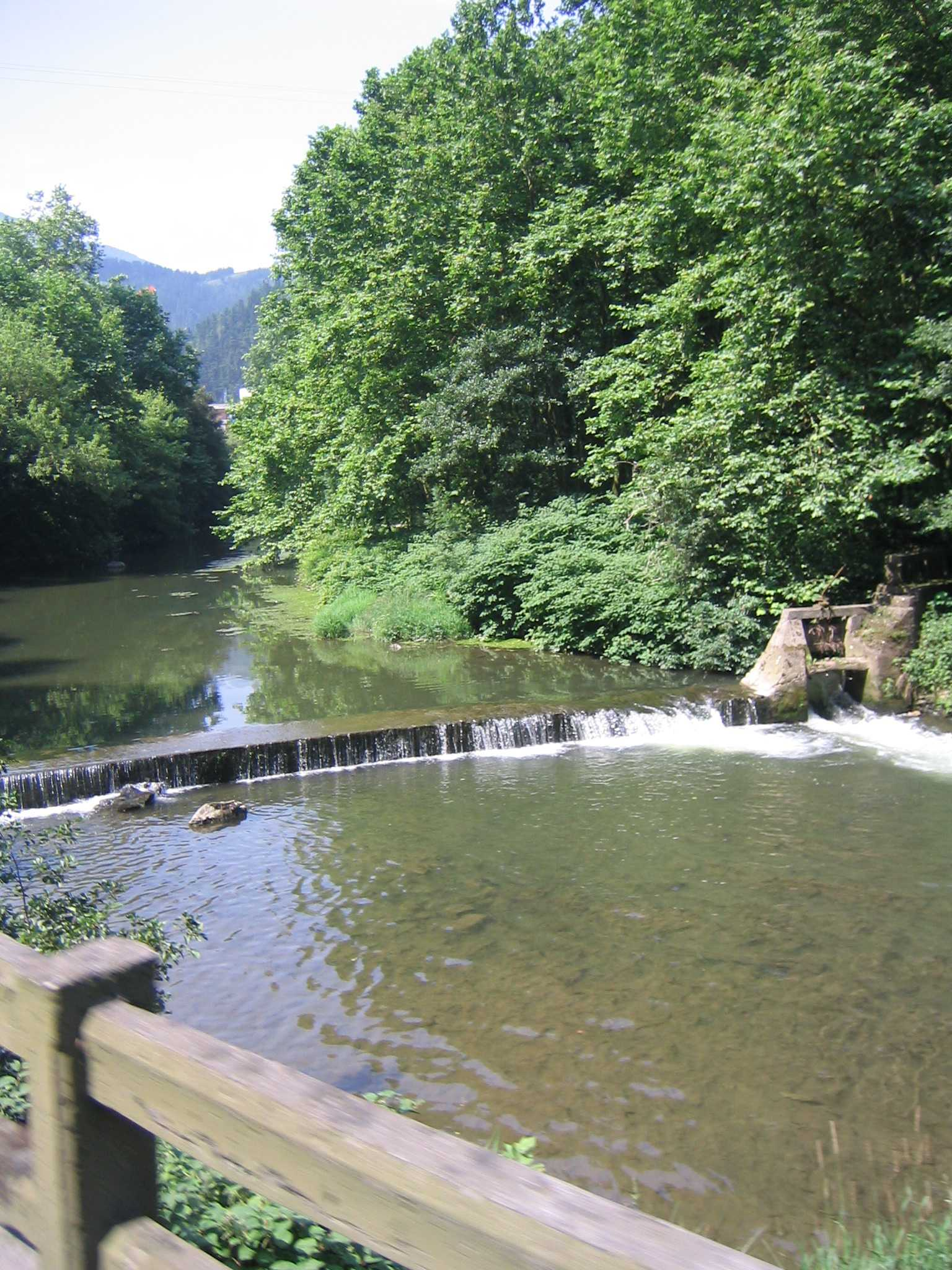
L'Urola a Zestoa

Il fiume Urola è uno dei principali fiumi della provincia basca di Gipuzkoa.
Nasce nei Monti Baschi dalle falde del monte Aizkorri (di circa 1500 m), attraversa la provincia di Gipuzkoa per 59 km incontrando le seguenti località: Legazpi, Zumarraga, Urretxu, Azkoitia, Azpeitia, Zestoa, Aizarnazabal e Zumaia, dove il fiume sfocia nel Golfo di Biscaglia, detto anche Mar Cantabrico.
I suoi principali affluenti sono: Ibaieder, Errezil, Altzolaras y Larruondo.
La parola Urola è una parola composta dai termini Ur e Ola, che in Euskera, lingua basca, significano acqua e fabbrica ed avrebbe il significato di fabbriche funzionanti per mezzo dell'acqua; infatti molte piccole industrie i cui macchinari funzionavano attraverso la forza dell'acqua erano state installate nella valle sin dal Medioevo.